# أوتو لوي
أوتو لوي (بالإنجليزية: Otto Loewy)‏ هو لاعب كرة قدم ليبيري في مركز الدفاع، ولد في 4 يونيو 1987 في مونروفيا في ليبيريا. لعب مع نيو إنغلاند ريفولوشن.

## وصلات خارجية
- أوتو لوي على موقع الدوري الأمريكي (الإنجليزية)
- أوتو لوي على موقع قاعدة بيانات كرة القدم.إي يو (الإنجليزية)